# Friedrich Christoph Müller

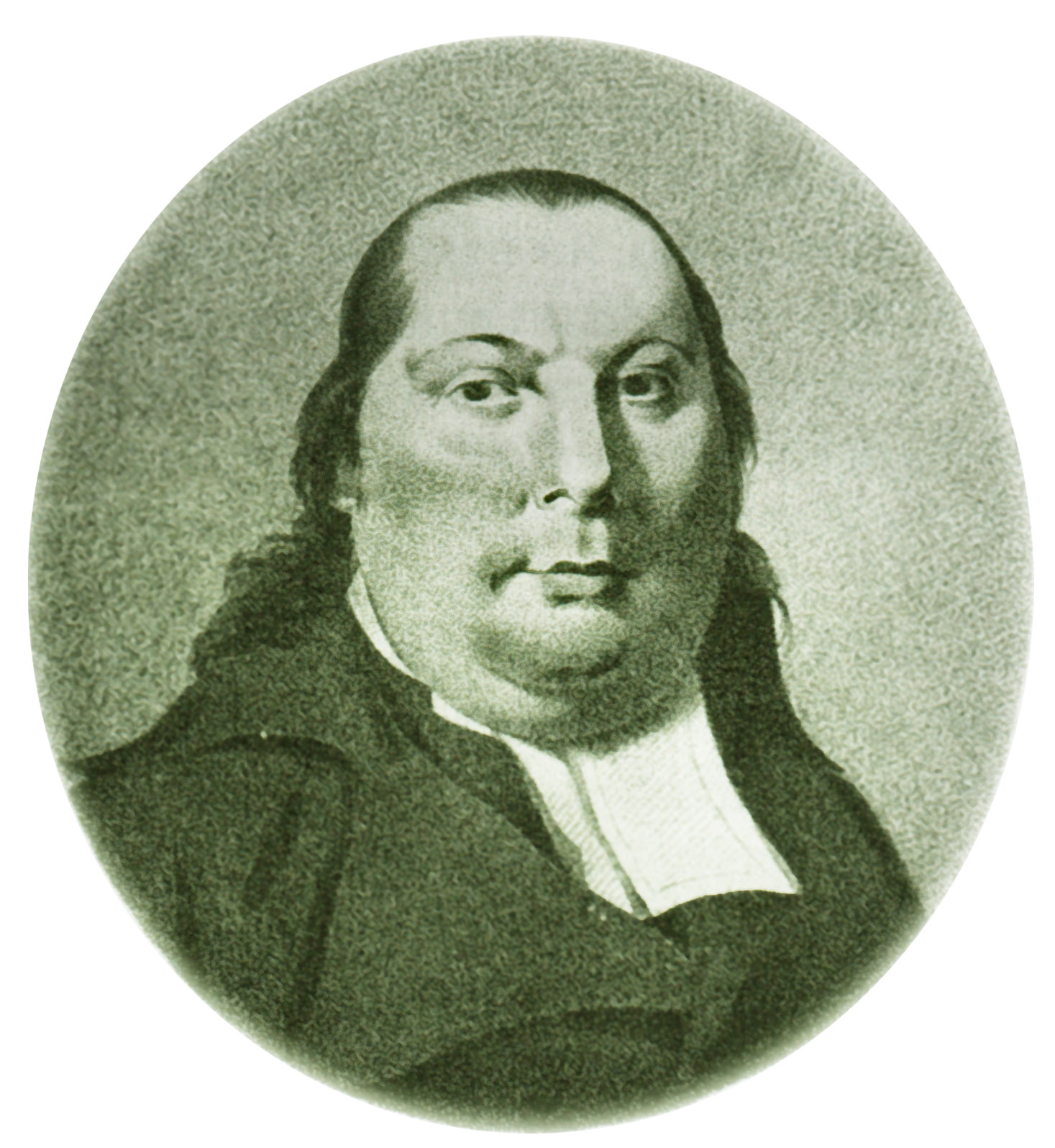
Friedrich Christoph Müller, 1789

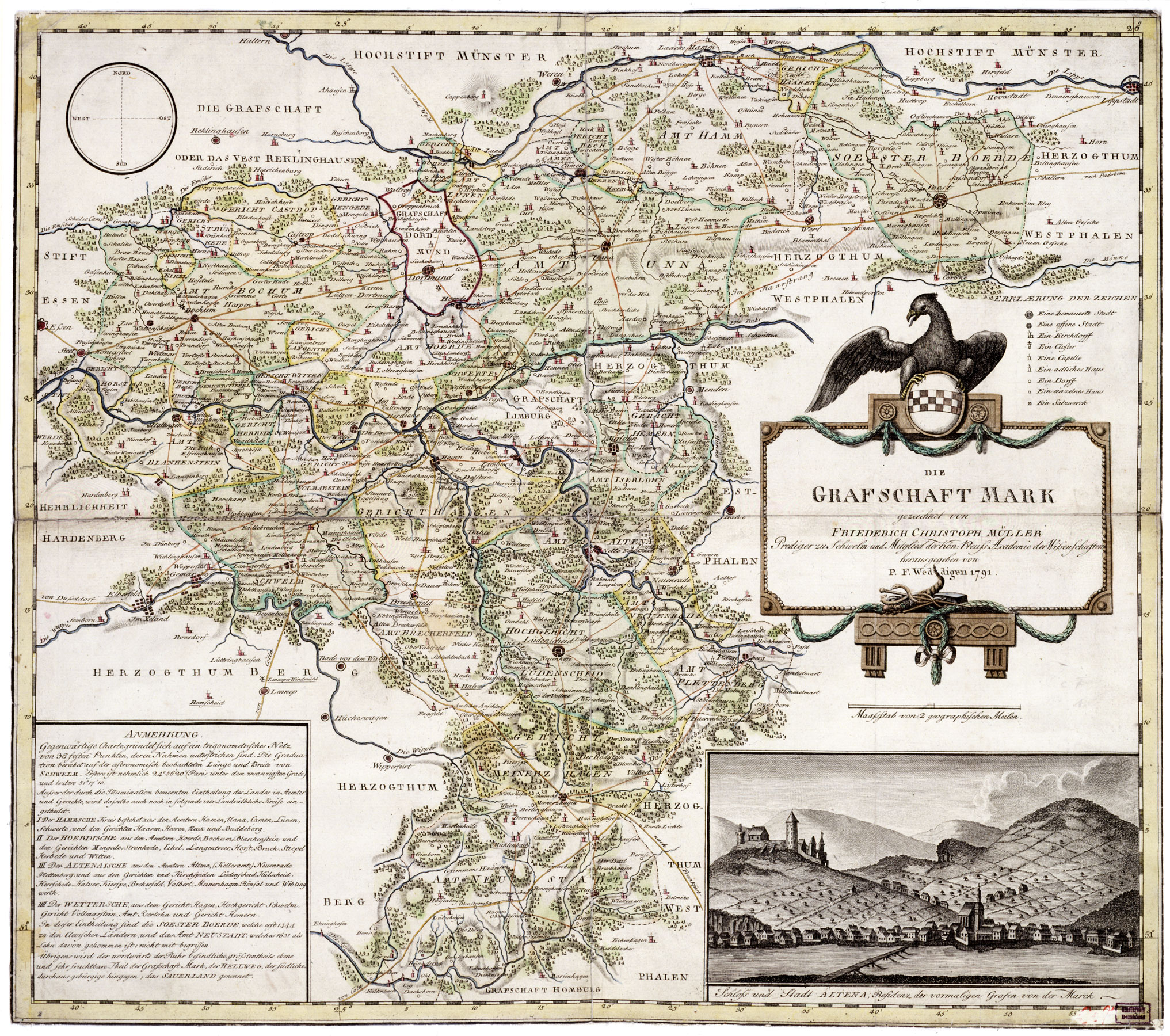
Müllers Karte der Grafschaft Mark, 1791

Friedrich Christoph Müller (* 8. Oktober 1751 in Allendorf an der Lumda; † 10. April 1808 in Schwelm) war ein deutscher Theologe und Kartograph. Sein Vater war der Theologe Johann Daniel Müller.

## Leben und Wirken
Müller studierte von 1768 bis 1772 Theologie, Mathematik, Astronomie und die Geniewissenschaften an der Universität Rinteln und danach ein Jahr an der Universität Göttingen. Gleichzeitig erlernte er vier Fremdsprachen. Nach der Beschäftigung als Privatlehrer unternahm er eine Reise durch Norddeutschland, Belgien und die Niederlande. Er war ab 1776 Pfarrer in Sassendorf und ab 1782 in Unna. Am 15. Januar 1785 wurde er zum zweiten Prediger der lutherischen Gemeinde in Schwelm gewählt. Als der preußische König Friedrich Wilhelm II. vom 7. bis zum 9. Juni 1788 in Hagen verweilte, fungierte Müller als Sprecher der Delegierten aus Schwelm. Danach wurde er korrespondierendes Mitglied der Berliner Akademie der Wissenschaften mit einem Gehalt von 200 Reichstalern jährlich.
Sein wertvollstes Werk ist die Choragraphie von Schwelm von 1789 mit zahlreichen Illustrationen zu Handwerk und Industrie. Müller widmete seine Publikation dem König von Preußen und warb mit dem Reichtum im Bergischen Land für die staatliche Industrieförderung im grenznahen Schwelm. In der Publikation befinden sich wohl die ersten Abbildungen von Frauen als Arbeiterinnen in den Textilmanufakturen.
Von Müller stammen Karten der Grafschaft Mark, darunter die Topografische Karte der Grafschaft Mark aus dem Jahr 1791. Für die Landestriangulation verwendete er einen Theodolit aus der Werkstatt von John Dollond in den Jahren 1789 und 1790.

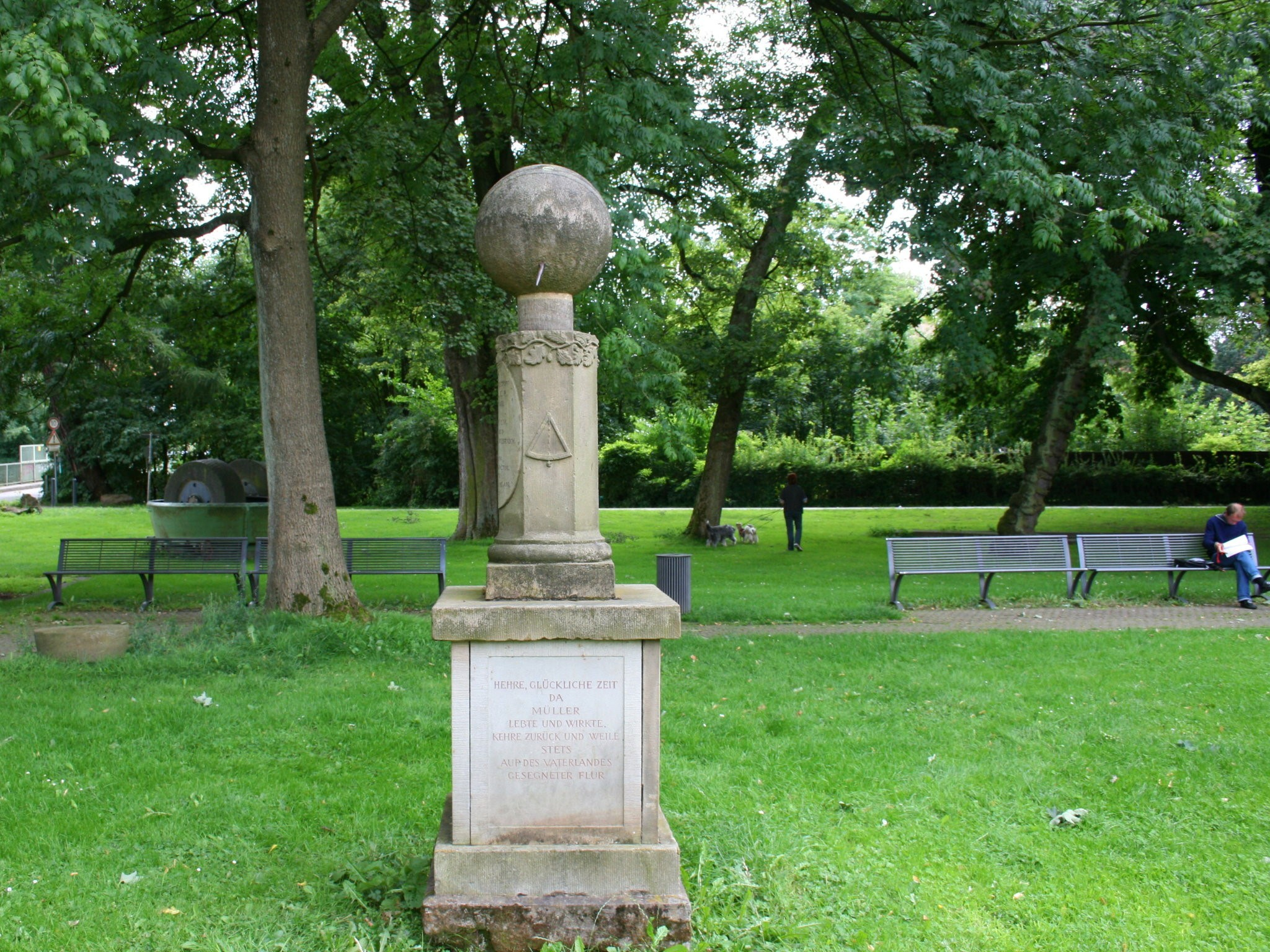
Denkmal für Müller in Schwelm

In Schwelm befindet sich am Martfeld ein Denkmal für Müller. Die Friedrich-Christoph-Müller-Straße in der Nähe der Bundesstraße B 7 wurde nach ihm benannt.

## Werke
- Müllers Beschreibung einer neuen und vollkommenen Art, Plans aufzunehmen und zu verzeichnen. Philipp Heinrich Perrenon, Frankfurt/Leipzig 1775.
- Choragraphie von Schwelm, Anfang und Versuch einer Topographie der Grafschaft Mark. Lemgo/Leipzig 1789 (neu hrsg. von Gerd Helbeck, Gevelsberg 1980).
- Trigonometrische Vermessung der Grafschaft Marck nebst einem darnach angefertigten geographischen Netze. In: Sammlung der deutschen Abhandlungen der Kgl. Akademie der Wissenschaften zu Berlin 1788/89. Berlin 1793, S. 91–142.
- Friedrich Christoph Müller, Beschreibung einiger Kupferstiche, wodurch gegenwärtige Choragraphie erläutert und anschaulicher gemacht wird. In: Peter Florenz Weddigen (Hrsg.): Neues westphälisches Magazin zur Geographie, Historie und Statistik. Erster Band, Heft 1–4, Bückeburg 1789, S. 82–95 (online).
- Erleichterter Anfang einer gründlichen Kenntniß der Rechenkunst. Scherz, Schwelm 1800 (Digitalisat).
- Erleichterter Anfang einer gründlichen Kenntniß der Geometrie und Feldmeßkunst. Scherz, Schwelm 1801 (Digitalisat).